# وحيد عزت
وحيد عزت (12 سبتمبر 1935 - 23 مارس 2013) ممثل مصري.

## حياته ونشأته
من مواليد 12 سبتمبر 1935، تخرج في معهد الفنون المسرحية عام 1960، وشارك في العديد من الأعمال في الفترة ما بين 1957 حتى 1997. بلغ عدد أعماله 75 عملاً بين الإذاعة والتلفزيون والسينما والمسرح. توفي في 23 مارس 2013  عن عمر يناهز 78 سنة.

## أشهر أعماله
(حسب المشاهدات على قاعدة بيانات السينما العربية «السينما.كوم»)
«قناع السعادة» مسرحية للمخرج محمد عبد السلام  عام 1983.
«صور ممنوعة»: القصة الثالثة (حكاية الأصل والصورة في إخراج قصة نجيب محفوظ المسماة «صورة») فيلم للمخرج مدكور ثابت عام 1972.
«البيات الشتوي» فيلم للمخرج هشام أبو النصر عام 1987.
«خميس وجمعة» مسلسل إذاعي للمخرج مصطفى أبو حطب.
«عيون تعرف الحقيقة» مسلسل للمخرج نبيل عبد العظيم.
«المهزلة» مسرحية للمخرج شاكر عبد اللطيف عام 1983.
السقوط في بئر سبع (مسلسل تلفزيوني) للمخرج نور الدمرداش عام 1994.

## وصلات خارجية
- وحيد عزت على موقع الدهليز
- وحيد عزت على موقع قاعدة بيانات الأفلام العربية

https://dhliz.com/artist/wahid_ezzat/ وحيد عزت
https://www.filfan.com/news/32236 وحيد عزت
https://www.alwatan.com.sa/article/177114 وحيد عزت
https://www.imdb.com/name/nm3255453/?ref_=nv_sr_srsg_0 وحيد عزت
https://karohat.com/Person/3c00eeca-0fc1-4d14-a1b5-6464867b602a وحيد عزت